# مطار حلوان
مطار حلوان أو مطار حلوان العسكري أو قاعدة حلوان الجوية (إيكاو: HE15) هو مطار وقاعدة عسكرية يقع بحلوان في محافظة القاهرة، مصر. تبلغ مساحته 16 كم² ، إنشاء في عام 1908م، حيث كان وقتها مقرا للقوات الجوية الملكية الإنجليزية (RAF) ، أثناء الاحتلال البريطاني لمصر (1882م - 1956م)، واستخدام أثناء الحرب العالمية الأولى ليكون قاعدة للقوات الجوية الملكية الإنجليزية، يستخدم لتدريب للقوات الجوية واختبار الطائرات الحربية منذ الستينيات.

## تاريخ

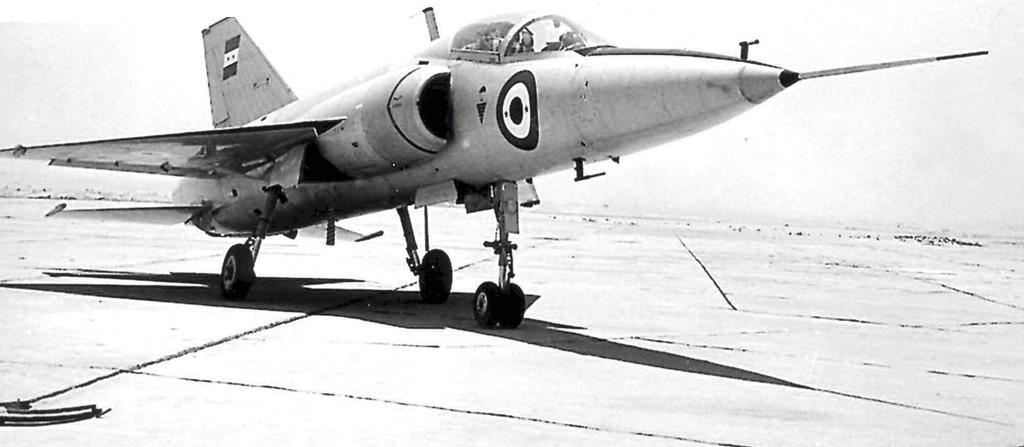
طائرة حلوان 300

في بداية الستينيات بدأت مصر بتوجيه من الرئيس جمال عبد الناصر صناعة طيران مدني وحربي على السواء، فنشأ مشروع طموح لإنتاج وتطوير طائرة أسرع من الصوت بمساعدة شركة إسبانية. وكان المهندس الألمانى المشهور ويلي مسرشميت المسئول عن المشروع بصنع طائرة مقاتلة بمصر في فترة الستينات. بنيت الطائرة حلوان 300 بثلاثة نماذج أولية حتى ألغى المشروع عام 1969. تم توفير أماكن الاختبار والورش الخاصة بالطائرة والمحرك قاعدة حلوان الجوية جنوب شرق القاهرة.
وقد ساهم ذلك في افتتاح مدرسة القوات الجوية بحلوان ،ومصنع الطائرات الحربية (الهيئة العربية للتصنيع)، حيث تستخدم الهيئة المطار للتدريب واختبار الطائرات علي مدرجة.

## معرض الصور

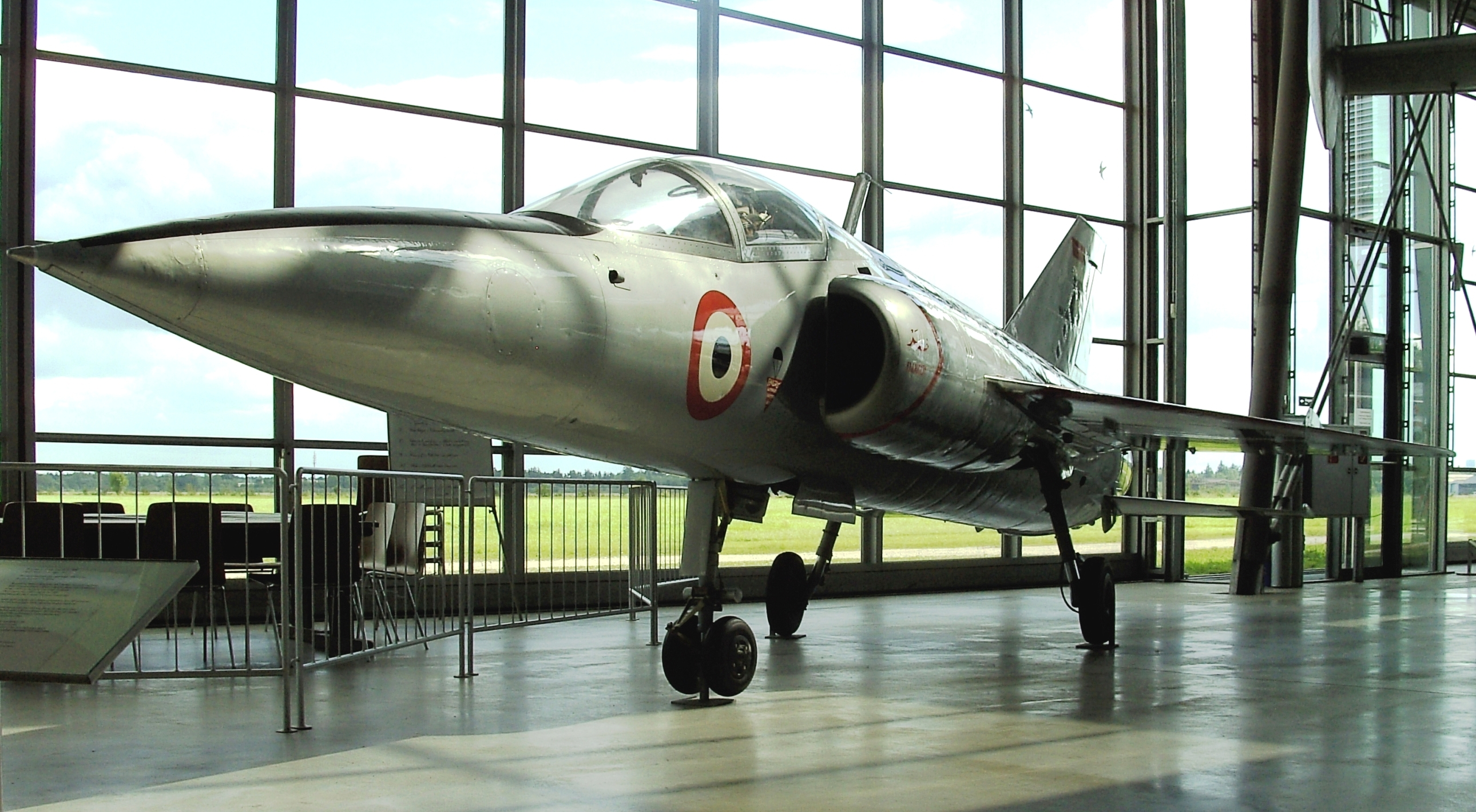
أول نموذج أولي للطائرة حلوان HA-300 في المتحف الألماني Flugwerft Schleissheim بالقرب منميونيخ، ألمانيا